# Kayije Kagame
Pour les articles homonymes, voir Kagame (homonymie).
Kayije Kagame, née en 1987, est une actrice rwandaise et suisse. 

## Biographie
Elle est née en 1987 à Genève, en Suisse, de parents rwandais. Son frère aîné, Shyaka Kagame, est réalisateur.
Elle travaille d'abord dans une crèche, puis est invitée à jouer dans une pièce de Raffaele Curi, ce qui l'incite à s'inscrire au conservatoire préprofessionnel de Genève. Elle se forme ensuite au théâtre académique à l’École nationale supérieure des arts et techniques du théâtre à Lyon, puis rencontre le plasticien américain Robert Wilson, qui l'emmène travailler au Watermill Center à Long Island. En 2021, elle joue dans la série télévisée H24. En 2023, elle met en scène et joue la pièce «Intérieur nuit/intérieur vie» en Suisse et en France,.
En 2014, elle joue, notamment avec Armelle Abibou, la pièce Les Nègres de Jean Genet mise en scène par Robert Wilson, au Théâtre de l'Odéon à Paris,. En 2019, elle joue So Long Lives This, and This Gives Life to Thee, au Théâtre de l'Usine à Genève.
Son premier grand rôle au cinéma lui est proposé par la réalisatrice française Alice Diop, où elle joue le rôle de Rama, une journaliste couvrant le procès d’une mère jugée pour infanticide, qui lui vaut une sélection parmi les César de la meilleure révélation féminine au Festival de Cannes 2023 et les éloges du critique Anthony Oliver Scott dans le The New York Times. 
En 2025, elle joue Le Voyage de la Vénus noire sur une mise en scène d'Alice Diop et la poésie de l'américaine Robin Coste Lewis.

## Filmographie

### Court métrage
- 2017 : People’s Park de Camille Dumond[7]
- 2018 : Ajardeck  de Camille Dumond[7]

### Longs métrages
- 2018  : Est-on prêtes à endosser les habits de l’artiste ? d’Emmanuelle Lainé et Benjamin Valenza[7]
- 2022 : Saint Omer d'Alice Diop : Rama